# Koreanska sällskapet
Koreanska Sällskapet i Sverige är en riksomfattande, ideell och allmännyttig förening med säte i Stockholm. Sällskapet definierar i stadgarna från 1961 sitt ändamål som 
att sprida kunskap om och intresse för Korea samt att främja utbyte mellan Sverige och Korea. Sällskapet är politiskt och religiöst obundet.
Koreanska Sällskapet bildades 1961 av framför allt sjukvårdspersonal och militärer som tjänstgjort i Korea efter kriget 1950-1953. Idag är majoriteten av medlemmarna adoptivfamiljer. 
Sällskapet arrangerar seminarier, föredrag, och sociala sammankomster. Seminarierna handlar idag typiskt om nord/sydrelationerna och koreansk kultur.

## Ordförande
- Lars Frisk, sedan 2011.[1]